# Wustrow (Wendland)
Wustrow (Wendland) è una città di 3.021 abitanti della Bassa Sassonia, in Germania.
Appartiene al circondario (Landkreis) di Lüchow-Dannenberg (targa DAN) ed è parte della comunità amministrativa (Samtgemeinde) di Lüchow (Wendland).